# Turtle Lake (miasto w stanie Wisconsin)
Turtle Lake – miasto w Stanach Zjednoczonych, w stanie Wisconsin, w hrabstwie Barron.